# Аліссон Беккер
Аліссон Рамзес Беккер або просто Аліссон (порт. Álisson Ramsés Becker, нар. 2 жовтня 1992, Ново-Гамбургу) — бразильський футболіст, воротар англійського «Ліверпуля» і національної збірної Бразилії. Перший володар Премії Яшина (2019) — «Золотого м'яча» для воротарів від France Football. Трансферна вартість при переході до «Ліверпуля» влітку 2018 року сягнула 66,8 мільйонів фунтів (72,5 мільйони євро), що є однією з рекордних сум.

## Клубна кар'єра
Народився 2 жовтня 1992 року в місті Ново-Амбурго. Вихованець футбольної школи клубу «Інтернасьйонал». Професійну футбольну кар'єру розпочав 2013 року в основній команді того ж клубу, в якій провів три сезони, взявши участь у 44 матчах національного чемпіонату і 23 іграх Ліги Гаушу, в якій його команда була незмінним переможцем.

### «Рома»
У липні 2016 року перейшов до італійської «Роми». Протягом свого першого сезону в Італії використовувався виключно в іграх Кубка Італії та Ліги Європи.
Влітку 2017 року римський клуб залишив основний на той час воротар Войцех Щенсний, і саме Аліссону вдалося зайняти його місце в основі «вовків». Був основним голкіпером команди як в Серії A сезону 2017/18, в якому римляни фінішували на третьому місці, а також у тогорічній єврокубковій кампанії, яка завершилася для них поразкою у драматичному протистоянні з «Ліверпулем» на стадії півфіналів. Був включений до символічної збірної сезону Ліги чемпіонів УЄФА як найкращий воротар змагання.

### «Ліверпуль»
А під час найближчого міжсезоння, 19 липня 2018 року, новим клубом бразильського голкіпера став саме «Ліверпуль», який програв фінал Ліги чемпіонів 2018 через очевидні помилки свого воротаря Лоріса Каріуса. Трансфер було оцінено у 66,8 мільйонів фунтів (72,5 мільйони євро), що зробило Аліссона найдорожчим воротарем в історії світового футболу. 12 серпня дебютував за новий клуб з «сухого» матчу проти «Вест Гем Юнайтед» (4:0). У дебютному сезоні у складі «Ліверпуля» разом з командою став переможцем Ліги чемпіонів, а також срібним призером Прем'єр-ліги.
Після того, як свій перший сезон у складі «мерсісайдців» Аліссон провів з футболкою під номером 13, було оголошено, що у сезоні 2019–20 бразилець виступаме під 1 номером, який раніше був зайнятий Каріусом. 4 серпня 2019 Аліссон виступив у складі «Ліверпуля» у матчі Суперкубка Англії 2019 проти «Манчестер Сіті»; після нічиєї з рахунком 1:1, «містяни» зрештою здобули титул після 5:4 в серії пенальті. У сезоні став чемпіоном Англії, у Прем'єр-лізі провів 29 матчів.
20 вересня 2020 Аліссон відбив пенальті в матчі Прем'єр-ліги, проти «Челсі» (перемога «Ліверпуля» 0:2); це був перший відбитий Аліссоном пенальті з моменту переходу до складу «мерсісайдців», а також перший незабитий Жоржинью за «Челсі». 16 травня 2021 на 90+5-й хвилині після подачі кутового забив переможний гол у гостьовому матчі проти «Вест-Бромвіча» (1:2).

## Виступи за збірні
2009 року дебютував у складі юнацької збірної Бразилії, взяв участь у 3 іграх на юнацькому рівні, пропустивши 4 голи.
2013 року залучався до складу молодіжної збірної Бразилії. На молодіжному рівні зіграв у 5 офіційних матчах, пропустив 2 голи.
2015 року дебютував в офіційних матчах у складі національної збірної Бразилії.
У складі збірної був учасником Кубка Америки 2016 року в США, захищав її ворота в усіх матчах турніру, який завершився для неї вже на груповій стадії.
Був беззаперечним «першим номером» бразильців під час відбору на чемпіонат світу 2018 року і в травні 2018 року був очікувано включений до їх заявки на участь у фінальній частині цього турніру. На мундіалі також був основним голкіпером збірної, протягом трьох матчів групового етапу і першої гри етапу плей-оф пропустив лише один гол, допомігши команді вийти до стадії чвертьфіналів. На цій стадії двічі пропустив у грі з бельгійцями, і його команда посупилася з рахунком 1:2, припинивши боротьбу за звання чемпіонів світу.
| Дата       | Місто           | Господарі | Результат               | Гості          | Турнір                            | Голи | Примітки |
| ---------- | --------------- | --------- | ----------------------- | -------------- | --------------------------------- | ---- | -------- |
| 13-10-2015 | Форталеза       | Бразилія  | 3 – 1                   | Венесуела      | Відбір до ЧС 2018                 | -1   |          |
| 13-11-2015 | Буенос-Айрес    | Аргентина | 1 – 1                   | Бразилія       | Відбір до ЧС 2018                 | -1   |          |
| 17-11-2015 | Салвадо         | Бразилія  | 3 – 0                   | Перу           | Відбір до ЧС 2018                 | -    |          |
| 25-3-2016  | Ресіфі          | Бразилія  | 2 – 2                   | Уругвай        | Відбір до ЧС 2018                 | -2   |          |
| 29-3-2016  | Асунсьйон       | Бразилія  | 2 – 2                   | Парагвай       | Відбір до ЧС 2018                 | -2   |          |
| 29-5-2016  | Коммерс-Сіті    | Панама    | 0 – 2                   | Бразилія       | товариський матч                  | -    |          |
| 3-6-2016   | Пасадена        | Бразилія  | 0 – 0                   | Еквадор        | Копа Америка 2016 - груповий етап | -    |          |
| 7-6-2016   | Орландо         | Бразилія  | 7 – 1                   | Гаїті          | Копа Америка 2016 - груповий етап | -1   |          |
| 11-6-2016  | Фоксборо        | Перу      | 1 – 0                   | Бразилія       | Копа Америка 2016 - груповий етап | -1   |          |
| 1-9-2016   | Кіто            | Еквадор   | 0 – 3                   | Бразилія       | Відбір до ЧС 2018                 | -    |          |
| 6-9-2016   | Манаус          | Бразилія  | 2 – 1                   | Колумбія       | Відбір до ЧС 2018                 | -1   |          |
| 6-10-2016  | Натал           | Бразилія  | 5 – 0                   | Болівія        | Відбір до ЧС 2018                 | -    |          |
| 11-10-2016 | Мерида          | Венесуела | 0 – 2                   | Бразилія       | Відбір до ЧС 2018                 | -    |          |
| 10-11-2016 | Белу-Оризонті   | Бразилія  | 3 – 0                   | Аргентина      | Відбір до ЧС 2018                 | -    |          |
| 15-11-2016 | Ліма            | Перу      | 0 – 2                   | Бразилія       | Відбір до ЧС 2018                 | -    |          |
| 23-3-2017  | Монтевідео      | Уругвай   | 1 – 4                   | Бразилія       | Відбір до ЧС 2018                 | -1   |          |
| 28-3-2017  | Сан-Паулу       | Бразилія  | 3 – 0                   | Парагвай       | Відбір до ЧС 2018                 | -    |          |
| 1-9-2017   | Порту-Алегрі    | Бразилія  | 2 – 0                   | Еквадор        | Відбір до ЧС 2018                 | -    |          |
| 5-9-2017   | Барранкілья     | Колумбія  | 1 – 1                   | Бразилія       | Відбір до ЧС 2018                 | -1   |          |
| 5-10-2017  | Ла-Пас          | Болівія   | 0 – 0                   | Бразилія       | Відбір до ЧС 2018                 | -    |          |
| 10-11-2017 | Лілль           | Японія    | 1 – 3                   | Бразилія       | товариський матч                  | -    | 46'      |
| 14-11-2017 | Лондон          | Англія    | 0 – 0                   | Бразилія       | товариський матч                  | -    |          |
| 23-3-2018  | Москва          | Росія     | 0 – 3                   | Бразилія       | товариський матч                  | -    |          |
| 27-3-2018  | Берлін          | Німеччина | 0 – 1                   | Бразилія       | товариський матч                  | -    |          |
| 3-6-2018   | Ліверпуль       | Бразилія  | 2 – 0                   | Хорватія       | товариський матч                  | -    |          |
| 10-6-2018  | Відень          | Австрія   | 0 – 3                   | Бразилія       | товариський матч                  | -    |          |
| 17-6-2018  | Ростов-на-Дону  | Бразилія  | 1 – 1                   | Швейцарія      | ЧС 2018 - груповий етап           | -1   |          |
| 22-6-2018  | Санкт-Петербург | Бразилія  | 2 – 0                   | Коста-Рика     | ЧС 2018 - груповий етап           | -    |          |
| 27-6-2018  | Москва          | Сербія    | 0 – 2                   | Бразилія       | ЧС 2018 - груповий етап           | -    |          |
| 2-7-2018   | Самара          | Бразилія  | 2 – 0                   | Мексика        | ЧС 2018 - 1/8 фіналу              | -    |          |
| 6-7-2018   | Казань          | Бразилія  | 1 – 2                   | Бельгія        | ЧС 2018 - чвертьфінал             | -2   |          |
| 8-9-2018   | Іст-Ратерфорд   | США       | 0 – 2                   | Бразилія       | товариський матч                  | -    |          |
| 16-10-2018 | Джидда          | Бразилія  | 1 – 0                   | Аргентина      | товариський матч                  | -    |          |
| 16-11-2018 | Лондон          | Бразилія  | 1 – 0                   | Уругвай        | товариський матч                  | -    |          |
| 26-3-2019  | Прага           | Чехія     | 1 – 3                   | Бразилія       | товариський матч                  | -1   |          |
| 9-6-2019   | Порту-Алегрі    | Бразилія  | 7 – 0                   | Гондурас       | товариський матч                  | -    |          |
| 14-6-2019  | Сан-Паулу       | Бразилія  | 3 – 0                   | Болівія        | Копа Америка 2019 - груповий етап | -    |          |
| 18-6-2019  | Салвадор        | Бразилія  | 0 – 0                   | Венесуела      | Копа Америка 2019 - груповий етап | -    |          |
| 22-6-2019  | Сан-Паулу       | Перу      | 0 – 5                   | Бразилія       | Копа Америка 2019 - груповий етап | -    |          |
| 27-6-2019  | Порту-Алегрі    | Бразилія  | 0 – 0 (4 – 3 п.п.)      | Парагвай       | Копа Америка 2019 - чвертьфінал   | -    |          |
| 3-7-2019   | Белу-Оризонті   | Бразилія  | 2 – 0                   | Аргентина      | Копа Америка 2019 - півфінал      | -    |          |
| 7-7-2019   | Ріо-де-Жанейро  | Бразилія  | 3 – 1                   | Перу           | Копа Америка 2019 - фінал         | -1   |          |
| 15-11-2019 | Ер-Ріяд         | Бразилія  | 0 – 1                   | Аргентина      | товариський матч                  | -1   |          |
| 19-11-2019 | Абу-Дабі        | Бразилія  | 3 – 0                   | Південна Корея | товариський матч                  | -    |          |
| 3-6-2021   | Порту-Алегрі    | Бразилія  | 2 – 0                   | Еквадор        | Відбір до ЧС 2022                 | -    |          |
| 13-6-2021  | Бразиліа        | Бразилія  | 3 – 0                   | Венесуела      | Копа Америка 2021 - груповий етап | -    |          |
| 27-6-2021  | Гоянія          | Бразилія  | 1 – 1                   | Еквадор        | Копа Америка 2021 - груповий етап | -1   |          |
| 7-10-2021  | Каракас         | Венесуела | 1 – 3                   | Бразилія       | Відбір до ЧС 2022                 | -1   |          |
| 10-10-2021 | Барранкілья     | Колумбія  | 0 – 0                   | Бразилія       | Відбір до ЧС 2022                 | -    |          |
| 11-11-2021 | Сан-Паулу       | Бразилія  | 1 – 0                   | Колумбія       | Відбір до ЧС 2022                 | -    |          |
| 16-11-2021 | Сан-Хуан        | Аргентина | 0 – 0                   | Бразилія       | Відбір до ЧС 2022                 | -    |          |
| 27-1-2022  | Кіто            | Еквадор   | 1 – 1                   | Бразилія       | Відбір до ЧС 2022                 | -1   | 30'      |
| 24-3-2022  | Ріо-де-Жанейро  | Бразилія  | 4 – 0                   | Чилі           | Відбір до ЧС 2022                 | -    |          |
| 29-3-2022  | Ла-Пас          | Болівія   | 0 – 4                   | Бразилія       | Відбір до ЧС 2022                 | -    |          |
| 6-6-2022   | Токіо           | Японія    | 0 – 1                   | Бразилія       | товариський матч                  | -    |          |
| 23-9-2022  | Гавр            | Бразилія  | 3 – 0                   | Гана           | товариський матч                  | -    |          |
| 27-9-2022  | Париж           | Бразилія  | 5 – 1                   | Туніс          | товариський матч                  | -1   |          |
| 24-11-2022 | Лусаїл          | Бразилія  | 2 – 0                   | Сербія         | ЧС 2022 - груповий етап           | -    |          |
| 28-11-2022 | Доха            | Бразилія  | 1 – 0                   | Швейцарія      | ЧС 2022 - груповий етап           | -    |          |
| 5-12-2022  | Доха            | Бразилія  | 4 – 1                   | Південна Корея | ЧС 2022 - 1/8 фіналу              | -1   | 80'      |
| 9-12-2022  | Ер-Раян         | Хорватія  | 1 – 1 д.ч. (4 – 2 п.п.) | Бразилія       | ЧС 2022 - чвертьфінал             | -1   |          |
| Усього     |                 | Матчів    | 61                      |                | Голів                             | -24  |          |

## Титули і досягнення

### Клубні
- «Ліверпуль»

Переможець Ліги чемпіонів (1): 2018-19
Володар Суперкубка УЄФА (1): 2019
Чемпіон світу серед клубів (1): 2019
Чемпіон Англії (2): 2019-20, 2024-25
Володар Кубка Англії (1): 2021-22
Володар Кубка Футбольної ліги (2): 2021-22, 2023-24
Володар Суперкубка Англії (1): 2022

### Збірна
- Бразилія

Чемпіон Південної Америки (U-17): 2009
Переможець Суперкласіко де лас Амерікас: 2018
Володар Кубка Америки: 2019
Срібний призер Кубка Америки: 2021

### Особисті
- Символічна збірна розіграшу Ліги чемпіонів УЄФА: 2017/18
- Перший володар Премії Яшина (2019) — «Золотого м'яча» для воротарів від France Football.[1]